# Никола Мојовић (фудбалер)
Никола Мојовић (Фоча, 21. децембар 1991) босанскохерцеговачки је фудбалер, који игра на позицији офанзивног везног играча.

## Биографија

### Дјетињство и први фудбалски кораци
Прве фудбалске кораке направио је у Сутјесци у Фочи гдје је прошао све омладинске категорије. Као кадет дебитовао је за први тим са 16 година. Свој први званичан гол постигао је на утакмици против екипе БСК-а из Бањалуке у побједи Сутјеске резултатом 6:1.
Мојовић је био члан историјске сезоне 2009/2010 Фудбалског клуба Сутјеска 

## Каријера
Први трансфер у каријери био му је у ФК Војводина Нови Сад. Те 2010. године прелазак из једног малог мјеста у велики клуб као што је Војводина била је права сензација за клуб Сутјеска и Град Фочу. У том моменту у Војводини су била велика имена европског и свјетског фудбала: Душан Тадић, Жељко Бркић, Марио Ђуровски, Георги Мерабашвили, Слободан Медојевић, Александар Катаи, Славен Стјепановић.
Послије Војводине, фудбалски пут Николе Мојовића наставио се у Пролетеру, такође у Новом Саду. Фудбалски клуб Пролетер у то вријеме играо је Прву лигу Србије (други ранг такмичења). 
Након Пролетера, прешао је у Дрину Зворник коју је тада тренирао тренер Дарко Војводић, са којим је Мојовић сарађивао већ у историјској сезони Сутјеске 2009/2010. Дрина је тада играла Премијер лигу Босне и Херцеговине, међутим клуб се није успио задржати у најелитнијем фудбалском такмичењу у држави због финансијских потешкоћа.
Фудбалски пут Мојовића наставио се у Црној Гори гдје је наступао за два клуба. У Челику из Никшића и екипи Зете из Голубовца. Жељан нових изазова, прешао је у Бањалуку и потписао за Борац. У Бањалуци здржао се једну сезону, а 2019. године појачао је Звијезду из Градачца, да би се по трећи пут удружио са тренером Дарком Војводићем у Олимпику из Сарајева.
Сада након ове богате каријере наступа за клуб у којем је све почело, Сутјеску из Фоче.

## Стил игре
Никола Мојовић је офанзивни везни фудбалер. У данашњем фудбалу све је мање правих десетки, посебно у Првој лиги Републике Српске, а управо један са таквим фудбалским карактеристикама јесте Никола Мојовић који на тај начин предстаља огромну опасност за противничке одбране.

## Успјеси
Са 16 година био је најмлађи фудбалер који је дебитовао за ФК Сутјеску.
Био је у идеалној постави историјске сезоне ФК Сутјеска 2009/2010.
У фудбалској 2021. години проглашен је за најболјег играча и стријелца Прве лиге Републике Српске.